# Чемпіонат світу з футболу 2014 (група C)
До групи C чемпіонату світу з футболу 2014 увійшли збірні Колумбії, Греції, Кот-д'Івуару та Японії. Матчі у групі проходили з 14 до 24 червня 2014 року. Перемогу у групі з максимальним результатом здобула збірна Колумбії, друге місце посіла Греція.

## Таблиця
| Команда     | І | В | Н | П | ЗМ | ПМ | РМ | О |
| ----------- | - | - | - | - | -- | -- | -- | - |
| Колумбія    | 3 | 3 | 0 | 0 | 9  | 2  | +7 | 9 |
| Греція      | 3 | 1 | 1 | 1 | 2  | 4  | −2 | 4 |
| Кот-д'Івуар | 3 | 1 | 0 | 2 | 4  | 5  | −1 | 3 |
| Японія      | 3 | 0 | 1 | 2 | 2  | 6  | −4 | 1 |

## Матчі

### Колумбія — Греція
Збірні зустрілися на футбольному полі лише вдруге в історії. У першому їх матчі, що мав товариській статус та відбувся 1994 року, перемогу здобули латиноамериканці з рахунком 2:0.
Участь у матчі не міг взяти провідний півзахисник збірної Колумбії Фреді Гуарін, який відбував дискваліфікацію після вилучення під час останньої гри відбіркового турніру проти збірної Парагваю.
Колумбійці повели у рахунку вже на 5-й хвилині матчу після голу Пабло Армеро, по ходу гри збільшивши перевагу до трьох голів, які на свій рахунок записали Теофіло Гутьєррес та Хамес Родрігес. Остаточний рахунок гри 3:0 на користь збірної Колумбії ознаменував рекордну перемогу цієї команди за всю історію участі у фінальних частинах чемпіонатів світу.
| 14 червня 2014 13:00 |

| Колумбія                            | 3 – 0           | Греція |
| ----------------------------------- | --------------- | ------ |
| Армеро 5' Гутьєррес 58' Хамес 90+3' | Протокол(англ.) |        |

| «Мінейран», Белу-Оризонті Глядачів: 57 174 Арбітр: Марк Гейгер (США) |

| Колумбія | Греція |

| ВР               | 1  | Давид Оспіна      |     |     |
| ЗХ               | 18 | Хуан Суньїга      |     |     |
| ЗХ               | 2  | Крістіан Сапата   |     |     |
| ЗХ               | 3  | Маріо Єпес        |     |     |
| ЗХ               | 7  | Пабло Армеро      |     | 74' |
| ПЗ               | 6  | Карлос Санчес     | 26' |     |
| ПЗ               | 8  | Абель Агілар      |     | 69' |
| ПЗ               | 11 | Хуан Куадрадо     |     |     |
| ПЗ               | 10 | Хамес Родрігес    |     |     |
| ПЗ               | 14 | Віктор Ібарбо     |     |     |
| НП               | 9  | Теофіло Гутьєррес |     | 76' |
| Заміни:          |    |                   |     |     |
| ПЗ               | 15 | Александер Мехья  |     | 69' |
| ЗХ               | 4  | Сантьяго Аріас    |     | 74' |
| НП               | 21 | Джексон Мартінес  |     | 76' |
| Головний тренер: |    |                   |     |     |
| Хосе Пекерман    |    |                   |     |     |

| ВР               | 1  | Орестіс Карнезіс        |     |     |
| ЗХ               | 15 | Василіс Торосідіс       |     |     |
| ЗХ               | 4  | Костас Манолас          |     |     |
| ЗХ               | 19 | Сократіс Папастатопулос | 52' |     |
| ЗХ               | 20 | Хосе Холебас            |     |     |
| ПЗ               | 14 | Дімітріс Салпінгідіс    | 55' | 57' |
| ПЗ               | 2  | Янніс Маніатіс          |     |     |
| ПЗ               | 21 | Костас Кацураніс        |     |     |
| ПЗ               | 8  | Панайотіс Коне          |     | 78' |
| НП               | 7  | Йоргос Самарас          |     |     |
| НП               | 17 | Теофаніс Гекас          |     | 64' |
| Заміни:          |    |                         |     |     |
| ПЗ               | 18 | Янніс Фетфадзидіс       |     | 57' |
| НП               | 9  | Костас Мітроглу         |     | 64' |
| ПЗ               | 10 | Йоргос Карагуніс        |     | 78' |
| Головний тренер: |    |                         |     |     |
| Фернанду Сантуш  |    |                         |     |     |

Гравець матчу:

Хамес Родрігес (Колумбія)

### Кот-д'Івуар — Японія
До цієї гри збірні Кот-д'Івуару та Японії зустрічалися тричі, востаннє у 2010 році, усі попередні зустрічі цих команд мали статус товариських матчів.
Рахунок гри відкрив японець Кейсуке Хонда. Перевагу в рахунку азійці утримували до середини другого тайму, коли з різницею у дві хвилини голами відзначилися івуарійські нападники Вілфред Боні та Жервіньйо, в обох випадках замкнувши головою навіси у виконанні правого захисника африканської збірної Сержа Ор'є. Згодом голи не забивалися і рахунок 2:1 на користь збірної Кот-д'Івуару втримався до фінального свистка.
Перший гол матчу зробив його автора Кейсуке Хонду володарем двох досягнень — він став першим японцем, який забивав голи на двох чемпіонатах світу, а також довів лік своїх голів в рамках розіграшів цього турніру до трьох, ставши за цим показником одноосібним лідером серед усіх гравців в історії збірної Японії.
| 14 червня 2014 19:00 |

| Кот-д'Івуар            | 2 – 1           | Японія    |
| ---------------------- | --------------- | --------- |
| Боні 64' Жервіньйо 66' | Протокол(англ.) | Хонда 16' |

| «Арена Пернамбуку», Ресіфі Арбітр: Енріке Оссес (Чилі) |

| Кот-д'Івуар | Японія |

|                  |    |                |     |     |
|                  |    |                |     |     |
| ВР               | 1  | Бубакар Баррі  |     |     |
| ЗХ               | 17 | Серж Ор'є      |     |     |
| ЗХ               | 5  | Дідьє Зокора   | 58' |     |
| ЗХ               | 22 | Соль Бамба     | 54' |     |
| ЗХ               | 3  | Артюр Бока     |     | 75' |
| ПЗ               | 9  | Шейк Тіоте     |     |     |
| ПЗ               | 20 | Серей Ді       |     | 62' |
| ПЗ               | 19 | Яя Туре        |     |     |
| НП               | 8  | Саломон Калу   |     |     |
| НП               | 12 | Вільфред Боні  |     | 78' |
| НП               | 10 | Жервіньйо      |     |     |
| Заміни:          |    |                |     |     |
| НП               | 11 | Дідьє Дрогба   |     | 62' |
| ЗХ               | 18 | Констан Джакпа |     | 75' |
| НП               | 13 | Дідьє Я Конан  |     | 78' |
| Головний тренер: |    |                |     |     |
| Сабрі Лямуші     |    |                |     |     |

|                     |    |                  |     |     |
|                     |    |                  |     |     |
| ВР                  | 1  | Кавасіма Ейдзі   |     |     |
| ЗХ                  | 2  | Утіда Ацуто      |     |     |
| ЗХ                  | 22 | Йосіда Мая       | 23' |     |
| ЗХ                  | 6  | Морісіге Масато  | 64' |     |
| ЗХ                  | 5  | Нагатомо Юто     |     |     |
| ПЗ                  | 16 | Ямагуті Хотару   |     |     |
| ПЗ                  | 17 | Хасебе Макото    |     | 54' |
| ПЗ                  | 9  | Окадзакі Сіндзі  |     |     |
| ПЗ                  | 4  | Хонда Кейсуке    |     |     |
| ПЗ                  | 10 | Каґава Сіндзі    |     | 86' |
| НП                  | 18 | Осако Юя         |     | 67' |
| Заміни:             |    |                  |     |     |
| ПЗ                  | 7  | Ендо Ясухіто     |     | 54' |
| НП                  | 13 | Окубо Йосіто     |     | 67' |
| ПЗ                  | 11 | Какітані Йоїтіро |     | 86' |
| Головний тренер:    |    |                  |     |     |
| Альберто Дзаккероні |    |                  |     |     |

Гравець матчу:

Яя Туре (Кот-д'Івуар)

### Колумбія — Кот-д'Івуар
Перша в історії зустріч двох збірних на футбольному полі.
| 19 червня 2014 13:00 |

| Колумбія              | 2 – 1           | Кот-д'Івуар   |
| --------------------- | --------------- | ------------- |
| Хамес 64' Кінтеро 70' | Протокол(англ.) | Жервіньйо 73' |

| «Національний стадіон», Бразиліа Глядачів: 68 748 Арбітр: Говард Вебб (Англія) |

| Колумбія | Кот-д'Івуар |

| ВР               | 1  | Давид Оспіна      |  |     |
| ЗХ               | 18 | Хуан Суньїга      |  |     |
| ЗХ               | 2  | Крістіан Сапата   |  |     |
| ЗХ               | 3  | Маріо Єпес        |  |     |
| ЗХ               | 7  | Пабло Армеро      |  | 72' |
| ПЗ               | 8  | Абель Агілар      |  | 79' |
| ПЗ               | 6  | Карлос Санчес     |  |     |
| ПЗ               | 11 | Хуан Куадрадо     |  |     |
| ПЗ               | 10 | Хамес Родрігес    |  |     |
| ПЗ               | 14 | Віктор Ібарбо     |  | 53' |
| НП               | 9  | Теофіло Гутьєррес |  |     |
| Заміни:          |    |                   |  |     |
| ПЗ               | 20 | Хуан Кінтеро      |  | 53' |
| ЗХ               | 4  | Сантьяго Аріас    |  | 72' |
| ПЗ               | 15 | Александер Мехья  |  | 79' |
| Головний тренер: |    |                   |  |     |
| Хосе Пекерман    |    |                   |  |     |

| ВР               | 1  | Бубакар Баррі |  |     |
| ЗХ               | 17 | Серж Ор'є     |  |     |
| ЗХ               | 5  | Дідьє Зокора  |  | 55' |
| ЗХ               | 22 | Соль Бамба    |  |     |
| ЗХ               | 3  | Артюр Бока    |  |     |
| ПЗ               | 20 | Серей Ді      |  | 73' |
| ПЗ               | 9  | Шейк Тіоте    |  | 90' |
| ПЗ               | 10 | Жервіньйо     |  |     |
| ПЗ               | 19 | Яя Туре       |  |     |
| ПЗ               | 15 | Макс Градель  |  | 67' |
| НП               | 12 | Вільфред Боні |  | 60' |
| Заміни:          |    |               |  |     |
| НП               | 11 | Дідьє Дрогба  |  | 60' |
| НП               | 8  | Саломон Калу  |  | 67' |
| ПЗ               | 6  | Матіс Боллі   |  | 73' |
| Головний тренер: |    |               |  |     |
| Сабрі Лямуші     |    |               |  |     |

| Гравець матчу: Хамес Родрігес (Колумбія) |

### Японія — Греція
Друга в історії очна зустріч двох збірних. Перша відбулася в рамках групового етапу Кубка конфедерацій 2005 та була виграна японцями з рахунком 1:0.
Нічийний результат матчу між збірними Японії та Греції визначив, що жодна з них не зможе за результатами групового турніру наздогнати за очками лідера групи, збірну Колумбії, таким чином забезпечивши вихід останньої до раунду 1/8 фіналу чемпіонату світу.
| 19 червня 2014 19:00 |

| Японія | 0 – 0           | Греція |
| ------ | --------------- | ------ |
|        | Протокол(англ.) |        |

| «Арена дас Дунас», Натал Глядачів: 39 485 Арбітр: Хоель Агілар (Сальвадор) |

| Японія | Греція |

| ВР                  | 1  | Кавасіма Ейдзі  |     |     |
| ЗХ                  | 2  | Утіда Ацуто     |     |     |
| ЗХ                  | 22 | Йосіда Мая      |     |     |
| ЗХ                  | 15 | Конно Ясуюкі    |     |     |
| ЗХ                  | 5  | Нагатомо Юто    |     |     |
| ПЗ                  | 16 | Ямагуті Хотару  |     |     |
| ПЗ                  | 17 | Хасебе Макото   | 12' | 46' |
| ПЗ                  | 9  | Окадзакі Сіндзі |     |     |
| ПЗ                  | 4  | Хонда Кейсуке   |     |     |
| ПЗ                  | 13 | Окубо Йосіто    |     |     |
| НП                  | 18 | Осако Юя        |     | 57' |
| Заміни:             |    |                 |     |     |
| ПЗ                  | 7  | Ендо Ясухіто    |     | 46' |
| ПЗ                  | 10 | Каґава Сіндзі   |     | 57' |
|                     |    |                 |     |     |
| Головний тренер:    |    |                 |     |     |
| Альберто Дзаккероні |    |                 |     |     |

| ВР               | 1  | Орестіс Карнезіс        |          |     |
| ЗХ               | 15 | Василіс Торосідіс       | 89'      |     |
| ЗХ               | 4  | Костас Манолас          |          |     |
| ЗХ               | 19 | Сократіс Папастатопулос |          |     |
| ЗХ               | 20 | Хосе Холебас            |          |     |
| ПЗ               | 21 | Костас Кацураніс        | 27', 38' |     |
| ПЗ               | 2  | Янніс Маніатіс          |          |     |
| ПЗ               | 8  | Панайотіс Коне          |          | 81' |
| ПЗ               | 18 | Янніс Фетфадзидіс       |          | 41' |
| ПЗ               | 7  | Йоргос Самарас          | 55'      |     |
| НП               | 9  | Костас Мітроглу         |          | 35' |
| Заміни:          |    |                         |          |     |
| НП               | 17 | Теофаніс Гекас          |          | 35' |
| ПЗ               | 10 | Йоргос Карагуніс        |          | 41' |
| НП               | 14 | Дімітріс Салпінгідіс    |          | 81' |
| Головний тренер: |    |                         |          |     |
| Фернанду Сантуш  |    |                         |          |     |

| Гравець матчу: Хонда Кейсуке (Японія) |

### Японія — Колумбія
До цієї гри команди зустрічалися двічі, востаннє у товриській грі 2007 року.
За п'ять хвилин до кінця зустрічі за рахунку 3:1 на користь колумбійців було проведено заміну воротаря збірної Колумбії і на поле вийшов 43-річний Фарид Мондрагон, ставши таким чином найстарішим гравцем, який виходив на поле в матчах фінальних частин чемпіонатів світу. Попередній рекорд належав камерунцю Роже Міллі, який грав на чемпіонаті світу 1994 року у 42-річному віці.
| 24 червня 2014 17:00 |

| Японія         | 1 – 4           | Колумбія                                        |
| -------------- | --------------- | ----------------------------------------------- |
| Окадзакі 45+1' | Протокол(англ.) | Куадрадо 17' (пен.) Мартінес 55', 82' Хамес 90' |

| «Арена Пантанал», Куяба Глядачів: 40 340 Арбітр: Педру Проенса (Португалія) |

| Японія | Колумбія |

| ВР                  | 1  | Кавасіма Ейдзі   |     |     |
| ЗХ                  | 2  | Утіда Ацуто      |     |     |
| ЗХ                  | 22 | Йосіда Мая       |     |     |
| ЗХ                  | 15 | Конно Ясуюкі     | 16' |     |
| ЗХ                  | 5  | Нагатомо Юто     |     |     |
| ПЗ                  | 14 | Аояма Тосіхіро   |     | 62' |
| ПЗ                  | 17 | Хасебе Макото    |     |     |
| ПЗ                  | 9  | Окадзакі Сіндзі  |     | 69' |
| ПЗ                  | 4  | Хонда Кейсуке    |     |     |
| ПЗ                  | 10 | Каґава Сіндзі    |     | 85' |
| НП                  | 13 | Окубо Йосіто     |     |     |
| Заміни:             |    |                  |     |     |
| ПЗ                  | 16 | Ямагуті Хотару   |     | 62' |
| НП                  | 11 | Какітані Йоїтіро |     | 69' |
| ПЗ                  | 8  | Кійотаке Хіросі  |     | 85' |
| Головний тренер:    |    |                  |     |     |
| Альберто Дзаккероні |    |                  |     |     |

| ВР               | 1  | Давид Оспіна          |     | 85' |
| ЗХ               | 4  | Сантьяго Аріас        |     |     |
| ЗХ               | 23 | Карлос Вальдес        |     |     |
| ЗХ               | 16 | Едер Альварес Баланта |     |     |
| ЗХ               | 7  | Пабло Армеро          |     |     |
| ПЗ               | 15 | Александер Мехья      |     |     |
| ПЗ               | 13 | Фреді Гуарін          | 63' |     |
| ПЗ               | 11 | Хуан Куадрадо         |     | 46' |
| ПЗ               | 20 | Хуан Кінтеро          |     | 46' |
| НП               | 19 | Адріан Рамос          |     |     |
| НП               | 21 | Джексон Мартінес      |     |     |
| Заміни:          |    |                       |     |     |
| ПЗ               | 5  | Карлос Карбонеро      |     | 46' |
| ПЗ               | 10 | Хамес Родрігес        |     | 46' |
| ВР               | 22 | Фарид Мондрагон       |     | 85' |
| Головний тренер: |    |                       |     |     |
| Хосе Пекерман    |    |                       |     |     |

| Гравець матчу: Джексон Мартінес (Колумбія) |

### Греція — Кот-д'Івуар
Перша в історії зустріч цих двох команд на футбольному полі. Гру пропускали грецький півзахисник Костас Кацураніс (червона картка у попередньому матчі) та івуарійський захисник Дідьє Зокора (дві жовті картки у попередніх іграх).
До останніх хвилин гри зберігався нічийний рахунок 1:1, який забезпечував друге місце та вихід до раунду плей-оф збірній Кот-д'Івуару. Проте на третій доданій до основного часу зустрічі хвилині було призначено пенальті у ворота африканців, який був реалізований Йоргосом Самарасом та вивів до наступного етапу збірну Греції.
| 24 червня 2014 17:00 |

| Греція                           | 2 – 1           | Кот-д'Івуар |
| -------------------------------- | --------------- | ----------- |
| Самаріс 42' Самарас 90+3' (пен.) | Протокол(англ.) | Боні 74'    |

| «Кастелан», Форталеза Глядачів: 59 095 Арбітр: Карлос Вера (Еквадор) |

| Греція | Кот-д'Івуар |

| ВР               | 1  | Орестіс Карнезіс        |  | 24' |
| ЗХ               | 15 | Василіс Торосідіс       |  |     |
| ЗХ               | 4  | Костас Манолас          |  |     |
| ЗХ               | 19 | Сократіс Папастатопулос |  |     |
| ЗХ               | 20 | Хосе Холебас            |  |     |
| ПЗ               | 10 | Йоргос Карагуніс        |  | 78' |
| ПЗ               | 2  | Янніс Маніатіс          |  |     |
| ПЗ               | 16 | Лазарос Христодулопулос |  |     |
| ПЗ               | 8  | Панайотіс Коне          |  | 12' |
| ПЗ               | 7  | Йоргос Самарас          |  |     |
| НП               | 14 | Дімітріс Салпінгідіс    |  |     |
| Заміни:          |    |                         |  |     |
| ПЗ               | 22 | Андреас Самаріс         |  | 12' |
| ВР               | 12 | Панайотіс Глікос        |  | 24' |
| НП               | 17 | Теофаніс Гекас          |  | 78' |
| Головний тренер: |    |                         |  |     |
| Фернанду Сантуш  |    |                         |  |     |

| ВР               | 1  | Бубакар Баррі    |  |     |
| ЗХ               | 17 | Серж Ор'є        |  |     |
| ЗХ               | 4  | Коло Туре        |  |     |
| ЗХ               | 22 | Соль Бамба       |  |     |
| ЗХ               | 3  | Артюр Бока       |  |     |
| ПЗ               | 9  | Шейк Тіоте       |  |     |
| ПЗ               | 20 | Серей Ді         |  |     |
| ПЗ               | 8  | Саломон Калу     |  |     |
| ПЗ               | 19 | Яя Туре          |  |     |
| ПЗ               | 10 | Жервіньйо        |  |     |
| НП               | 11 | Дідьє Дрогба     |  |     |
| Заміни:          |    |                  |  |     |
| НП               | 12 | Вільфред Боні    |  | 61' |
| ПЗ               | 14 | Ісмаель Діоманде |  | 78' |
| НП               | 21 | Джованні Сіо     |  | 83' |
| Головний тренер: |    |                  |  |     |
| Сабрі Лямуші     |    |                  |  |     |

| Гравець матчу: Йоргос Самарас (Греція) |